# Poteau (politique)
 (mai 2016).
Si vous disposez d'ouvrages ou d'articles de référence ou si vous connaissez des sites web de qualité traitant du thème abordé ici, merci de compléter l'article en donnant les références utiles à sa vérifiabilité et en les liant à la section « Notes et références ».
Dans l'argot politique du Canada, le mot poteau désigne un candidat à une élection qui est dûment inscrit mais qui est perçu comme n'ayant aucune chance de victoire ou de succès important et qui ne fait donc pas ou que très peu d'activités de campagne. 
Les partis utilisent des poteaux dans des circonscriptions où ils ne jouissent d'aucun appui appréciable, afin d'avoir des candidats dans l'ensemble des comtés du pays ou de la province en question. Dans certains cas un parti pourrait utiliser des poteaux afin d'atteindre un certain seuil obligatoire de nombre de candidats afin de maintenir son statut légal de parti actif.
Les poteaux sont souvent des membres fidèles ou même des employés du parti, qui ne demeurent souvent pas dans la circonscription où ils se présentent. Néanmoins, lorsque le parti pour lequel un poteau se présente devient soudainement un parti viable dans la circonscription dans laquelle il est inscrit, le parti peut soudainement recevoir de l'attention, comme cela fut le cas avec Ruth Ellen Brosseau pour le Nouveau Parti démocratique en 2011 dans la circonscription de Berthier-Maskinongé.